# Listă de concurenți la Exatlon România
Aceasta este o listă de concurenți ai reality show-ului Exatlon România, varianta românească a Survivor Turkey, formatul turc derivat din celebrul reality show Survivor. Concurenții sunt atât oameni de rând, cât și vedete care luptă unul împotriva celuilalt în probe ce le pun la încercare pregătirea fizică, viteza de reacție și rezistența psihică. Marele câștigător va intra în posesia premiului final de 100.000 €. Concurenții sunt selectați în urma unui casting. Înscrierile pentru fiecare sezon se fac pe site-ul web al emisiunii. Fiecare cetățean român care a împlinit vârsta de 18 ani a putut participa la casting. Concurenții sunt aleși în urma de testelor de condiție fizică și a sporturilor practicate.
Inițial, fiecare sezon a debutat cu un număr de 20 de concurenți, zece bărbați și zece femei, împărțiți în 2 echipe reprezentative fiecăruia: „Faimoșii” (vedetele) și „Războinicii” (oamenii de rând). Echipele sunt împărțite în mod egal în ceea ce privește vârsta și sexul, iar divizarea este făcută de producători, înainte de începerea emisiunii. Pentru a putea fi indentificate, echipelor le sunt atribuite culori - „Războinicii” poartă culoarea albastră, iar „Faimoșii” culoarea roșie. Fiecărui concurent i se dau haine și o bandană, o bucată de material textil elastic pe care este inscripționat logo-ul emisiunii, care poate fi purtată ca banderolă, bentiță sau chiar papion. Concurenții sunt obligați să poarte hainele cu culoarea echipei lor tot timpul, pentru a permite telespectatorilor să identifice echipa căruia îi aparțin. Pe parcursul fiecărui sezon celor două echipe li s-au alăturat concurenți noi.
Până la momentul ultimei actualizări (19 februarie 2019), s-au totalizat 84 de concurenți în cele 3 sezoane difuzate.

## Concurenți
| Concurent(ă)                 | Vârstă | Origine                  | Ocupație                              | Echipa      | Sezon     | Loc          |
| ---------------------------- | ------ | ------------------------ | ------------------------------------- | ----------- | --------- | ------------ |
| Silvia Rafaela Marcaș        | 22     | Constanța, Constanța     | Studentă                              | Rǎzboinicii | Sezonul 1 | 28           |
| Diana Kovács                 | 27     | București                | Judoka și antrenor personal           | Rǎzboinicii | Sezonul 1 | 27           |
| Anda Adam                    | 37     | București                | Cântăreață                            | Faimoșii    | Sezonul 1 | 26           |
| Bogdan Mardale               | 22     | București                | Inginer                               | Rǎzboinicii | Sezonul 1 | 25           |
| Claudia Pavel                | 33     | București                | Cântăreață                            | Faimoșii    | Sezonul 1 | 24           |
| Florian „Flo” Șendroiu       | 21     | Câmpina, Prahova         | Înotător de performanță               | Faimoșii    | Sezonul 1 | 23           |
| Ion Oncescu                  | 39     | București                | Luptător profesionist de skanderberg  | Faimoșii    | Sezonul 1 | 22           |
| Radu Frandeș                 | 47     | Cluj-Napoca, Cluj        | Fost atlet și bucătar                 | Rǎzboinicii | Sezonul 1 | 21           |
| Anca Mihăilescu              | 31     | București                | Liber profesionist                    | Rǎzboinicii | Sezonul 1 | 20           |
| Andrei Stoica                | 29     | București                | Kickboxer                             | Faimoșii    | Sezonul 1 | 19           |
| Alex Moraru                  | 30     | București                | Practicant de arte marțiale           | Rǎzboinicii | Sezonul 1 | 18           |
| Ștefan Lupu                  | 21     | Ploiești, Prahova        | Kickboxer                             | Rǎzboinicii | Sezonul 1 | 17           |
| Anca Surdu                   | 25     | Constanța, Constanța     | Gimnastă                              | Faimoșii    | Sezonul 1 | 16           |
| Mariana Nenu                 | 44     | București                | Atletă                                | Rǎzboinicii | Sezonul 1 | 15           |
| Diana Bulimar                | 22     | Timișoara, Timiș         | Gimnastă artistică                    | Faimoșii    | Sezonul 1 | 14           |
| Oltin Hurezeanu              | 43     | București                | Actor                                 | Faimoșii    | Sezonul 1 | 13           |
| Alina Pană                   | 31     | București                | Antrenor personal și fostă culturistă | Rǎzboinicii | Sezonul 1 | 12           |
| Diana Belbiță                | 21     | Strehaia, Mehedinți      | Luptătoare profesionistă de MMA       | Faimoșii    | Sezonul 1 | 11           |
| Geanina Stană                | 22     | București                | Atletă                                | Faimoșii    | Sezonul 1 | 10           |
| Giani Kiriță                 | 41     | București                | Fost fotbalist la clubul Dinamo       | Faimoșii    | Sezonul 1 | 9            |
| Valentin Chiș                | 28     | București                | Dansator profesionist                 | Faimoșii    | Sezonul 1 | 8            |
| Larisa Vasile                | 28     | Sfântu Gheorghe, Covasna | Instructor fitness și aerobic         | Faimoșii    | Sezonul 1 | 7            |
| Cătălin Cazacu               | 34     | Timișoara, Timiș         | Campion de motociclism viteză         | Faimoșii    | Sezonul 1 | 6            |
| Roxana Moise                 | 32     | Râmnicu Vâlcea, Vâlcea   | Fostă jucătoare de handbal            | Rǎzboinicii | Sezonul 1 | 5            |
| Alexandru Nedelcu            | 25     | Buzău, Buzău             | Dansator profesionist                 | Rǎzboinicii | Sezonul 1 | 4            |
| Ștefan Floroaica             | 25     | București                | Luptător profesionist de skandenberg  | Rǎzboinicii | Sezonul 1 | 3            |
| Ionuț Sugacevschi            | 27     | Galați, Galați           | Kickboxer                             | Rǎzboinicii | Sezonul 1 | 2            |
| Vladimir Drăghia             | 32     | București                | Fost înotător de performanță și actor | Faimoșii    | Sezonul 1 | Câștigător   |
| Silvia Stroescu              | 33     | București                | Fostă gimnastă artistică              | Faimoșii    | Sezonul 2 | 30           |
| Marius „What's UP” Ivancea   | 29     | București                | Cântăreț                              | Faimoșii    | Sezonul 2 | 29           |
| Adrian Blidaru               | 33     | Pitești, Argeș           | Jucător de baschet                    | Faimoșii    | Sezonul 2 | 28           |
| Călin Novăcescu              | 46     | București                | Antrenor de fitness & taekwondo       | Rǎzboinicii | Sezonul 2 | 27           |
| Lili Sandu                   | 39     | București                | Actriță                               | Faimoșii    | Sezonul 2 | 26           |
| Cristi Boboc                 | 24     | Constanța, Constanța     | Atlet                                 | Faimoșii    | Sezonul 2 | 25           |
| Ana Simia Țăran              | 31     | Toplița, Harghita        | Office manager                        | Rǎzboinicii | Sezonul 2 | 24           |
| Cătălin Dumitrescu           | 28     | București                | Model                                 | Rǎzboinicii | Sezonul 2 | 23           |
| Diana Senteș                 | 28     | București                | Antrenor personal                     | Rǎzboinicii | Sezonul 2 | 22           |
| Naomi Muscă                  | 19     | Șiria, Arad              | Studentă                              | Rǎzboinicii | Sezonul 2 | 21           |
| Damian Ferucio               | 31     | București                | Fost luptător de karate               | Faimoșii    | Sezonul 2 | 20           |
| Roxana Vancea                | 28     | București                | Antrenor de fitness                   | Faimoșii    | Sezonul 2 | 19           |
| Ana Georgescu                | 30     | București                | Fostă gimnastă ritmică                | Faimoșii    | Sezonul 2 | 18           |
| Cristian Geamăn              | 47     | București                | Coregraf                              | Faimoșii    | Sezonul 2 | 17           |
| Ciprian Silași               | 35     | Sibiu, Sibiu             | Interpret de muzică populară          | Rǎzboinicii | Sezonul 2 | 16           |
| Paula Vieru                  | 29     | Brașov, Brașov           | Kinetoterapeut                        | Faimoșii    | Sezonul 2 | 15           |
| Silviu Nicolae               | 29     | București                | Antrenor personal                     | Faimoșii    | Sezonul 2 | 14           |
| Monica Roșu                  | 31     | Bacău, Bacău             | Fostă gimnastă                        | Faimoșii    | Sezonul 2 | 13           |
| Mirel Drăgan                 | 32     | București                | Luptător de Kempo                     | Faimoșii    | Sezonul 2 | 12           |
| Cristina Nedelcu             | 31     | București                | Fostă gimnastă aerobică               | Faimoșii    | Sezonul 2 | 11           |
| Yamato Zaharia               | 22     | București                | Luptător de Kempo                     | Faimoșii    | Sezonul 2 | 10           |
| Ana Maria Otvoș              | 31     | Târgoviște, Dâmbovița    | Antrenor de fitness                   | Rǎzboinicii | Sezonul 2 | 9            |
| Mădălina Linguraru           | 26     | Roman, Neamț             | Luptătoare de wrestling               | Războinicii | Sezonul 2 | 8            |
| Doru Meseșan                 | 36     | Jibou, Sălaj             | Antrenor de fitness                   | Rǎzboinicii | Sezonul 2 | 7            |
| Mădălina Predoi              | 26     | Câmpina, Prahova         | Antrenor de fitness                   | Faimoșii    | Sezonul 2 | 6            |
| Cristi Pulhac                | 34     | Iași, Iași               | Jucător de fotbal                     | Faimoșii    | Sezonul 2 | 5            |
| Corina Petruț                | 21     | Pitești, Argeș           | Make-up artist                        | Rǎzboinicii | Sezonul 2 | 4            |
| Iulian Pîtea                 | 21     | Brașov, Brașov           | Instructor de schi                    | Rǎzboinicii | Sezonul 2 | 3            |
| Alin Andronic                | 30     | Darmstadt, Germania      | Student la economie                   | Rǎzboinicii | Sezonul 2 | 2            |
| Beatrice Olaru               | 29     | Botoșani, Botoșani       | Antrenor de fitness                   | Rǎzboinicii | Sezonul 2 | Câștigătoare |
| Diana Pivniceru              | 30     | Constanța, Constanța     | Atletă                                | Faimoșii    | Sezonul 3 | 26           |
| Iulian Angelescu             | 24     | București                | Coregraf                              | Rǎzboinicii | Sezonul 3 | 25           |
| Andreea Ioana „Ami” Moldovan | 29     | Baia Mare, Maramureș     | Cântăreață                            | Faimoșii    | Sezonul 3 | 24           |
| Ovidiu Jimborean             | 30     | Cluj-Napoca, Cluj        | Luptător de MMA                       | Rǎzboinicii | Sezonul 3 | 23           |
| Ana Maria Stamen             | 19     | Constanța, Constanța     | Dansatoare                            | Rǎzboinicii | Sezonul 3 | 22           |
| Călin Șerban                 | 44     | Brașov, Brașov           | Kitesurfer                            | Faimoșii    | Sezonul 3 | 21           |
| Ana Cazan                    | 22     | București                | Masterandă                            | Rǎzboinicii | Sezonul 3 | 20           |
| Cosmin Marin                 | 21     | Slatina, Olt             | Cadru M.A.I.                          | Rǎzboinicii | Sezonul 3 | 19           |
| Irina Postolea               | 40     | București                | Judoka                                | Rǎzboinicii | Sezonul 3 | 18           |
| Mihaela Popescu              | 19     | București                | Karateka                              | Rǎzboinicii | Sezonul 3 | 17           |
| Mario Fresh                  | 19     | Iași, Iași               | Cântăreț                              | Faimoșii    | Sezonul 3 | 16           |
| Mirela Spridon               | 19     | Petroșani, Hunedoara     | Instructor fitness                    | Faimoșii    | Sezonul 3 | 15           |
| Ciprian Mariș                | 27     | Apahida, Cluj            | Luptător de MMA                       | Faimoșii    | Sezonul 3 | 14           |
| Alex Stoica                  | 26     | Galați, Galați           | Instructor de fitness                 | Rǎzboinicii | Sezonul 3 | 13           |
| Iuliana Aradi                | 24     | Bacău, Bacău             | Instructor de aerobic                 | Rǎzboinicii | Sezonul 3 | 12           |
| Andreea Zaragiu              | 32     | București                | Luptătoare de Kempo                   | Faimoșii    | Sezonul 3 | 11           |
| Cătălina Șeicaru             | 25     | București                | Model                                 | Faimoșii    | Sezonul 3 | 5            |
| Ion Surdu                    | 23     | Cluj-Napoca, Cluj        | Luptător MMA                          | Faimoșii    | Sezonul 3 | Câștigător   |
| Gabriel Nedelcu              | 21     | Buzău, Buzău             | Dansator                              | Rǎzboinicii | Sezonul 3 | 2            |
| Nicoleta Luncă               | 23     | Băicoi, Prahova          | Handbalistă                           | Rǎzboinicii | Sezonul 3 | 2            |
| Costin Gheorghe              | 30     | București                | Fotbalist                             | Faimoșii    | Sezonul 3 | 7            |
| Cristian Dumitrache          | 20     | București                | Luptător de kickboxing                | Rǎzboinicii | Sezonul 3 | 9            |
| Cristina Constantinescu      | 31     | București                | Instructor fitness                    | Faimoșii    | Sezonul 3 | 8            |
| Andrei Boțoacă               | 24     | Buzău, Buzău             | Motociclist                           | Faimoșii    | Sezonul 3 | 6            |
| Mihai Berar                  | 29     | Câmpia Turzii, Cluj      | Cadru M.A.I.                          | Rǎzboinicii | Sezonul 3 | 10           |
| Andreea Arsine               | 30     | Botoșani, Botoșani       | Atletă                                | Faimoșii    | Sezonul 3 | Câștigătoare |